# Lothar Knörzer
Lothar Knörzer   (Karlsruhe, 4 d'agost de 1933) és un atleta alemany, ja retirat, especialista en curses de velocitat, que va competir durant la dècada de 1950.
El 1956 va prendre part en els Jocs Olímpics d'Estiu de Melbourne, on guanyà la medalla de bronze en els 4x100 metres del programa d'atletisme. Formà equip amb Heinz Fütterer, Leonhard Pohl i Manfred Germar. El 1955 guanyà el campionat alemany dels 4x100 metres.

## Millors marques
- 100 metres. 10.4" (1956)[2]